# August Vilhelm Strehlenert
August Wilhelm Strehlenert, född 1817, död 1892, var en svensk byggmästare och arkitekt.
August Wilhelm Strehlenert var aktiv i Stockholms byggnadsförening, i vilken han 1884 blev hedersledamot. Han gifte sig med Wendela Amanda Hammarlund och fick bland andra sönerna August Strehlenert och Robert Wilhelm Strehlenert, av vilka den förre blev arkitekt som fadern och den senare blev en framstående ingenjör och uppfinnare.